# Lay Your Hands
«Lay Your Hands» es el sencillo debut del exmiembro del grupo británico de Pop/R&B Blue, Simon Webbe.

## El sencillo
El sencillo fue publicado en el Reino Unido e Irlanda el 22 de agosto de 2005, a través de EMI, y el 23 de agosto fue publicado en Europa, Asia y Australia; y, finalmente, en América Latina el sencillo fue publicado el 24 de agosto de 2005.
El sencillo fue un Hit en las listas de ventas del Reino Unido, debutando en el #4. El sencillo también debutó en grandes posiciones a lo largo de todo el mundo, siendo todo un éxito para el cantante, quién anotó muy buenos resultados en toda Europa, Asia y Australia. En América Latina, el sencillo flojeó en los Charts, aunque siguió en el Top 40.
En total, el sencillo vendió unas 3 millones de copias en todo el mundo.

## Canciones
CD 1
1. «Lay Your Hands» [Radio Edit]
2. «Me, Myself & I»

CD 2
1. «Lay Your Hands» [Radio Edit]
2. «Lay Your Hands» [Stargate Remix]
3. «Me, Myself & I»

DVD-Single
1. «Lay Your Hands» [VideoClip]
2. «Lay Your Hands» [Stargate Remix Instrumental]
3. «Lay Your Hands» [Stargate Remix]
4. Photo Gallery